# Aeródromo El Corte
El Aeródromo El Corte (OACI: SCEG) es un terminal aéreo ubicado junto a la ciudad de Talagante, Provincia de Talagante, Región Metropolitana de Santiago, Chile. Es de propiedad privada.